# Капски рибояд
Капски рибояд (Morus capensis) е вид птица от семейство Sulidae. Видът е световно застрашен, със статут Уязвим.

## Разпространение
Разпространен е в Ангола, Австралия, Камерун, Република Конго, Демократична република Конго, Екваториална Гвинея, Габон, Мозамбик, Намибия, Нигерия, Сао Томе и Принсипи, Южна Африка и Танзания.